# Болтышево
Болтышево — озеро на территории Гаринского городского округа Свердловской области России.

## Географическое положение
Озеро Болтышево расположено в муниципальном образовании «Гаринский городской округ» Свердловской области, в 12 километрах к востоку от села Шабурово, на водоразделе рек Лозьва, Вагиль и Тавда. Озеро площадью 5,4 км², уровень воды — 70,1 метра. С юга к озеру примыкает Синтурское болото.

## Описание
Озеро не имеет поверхностного стока. Берега местами заболочены и покрыты лесом. В озере имеется сапропель, вводится рыба и водоплавающая птица.